# Cattolica dei Greci

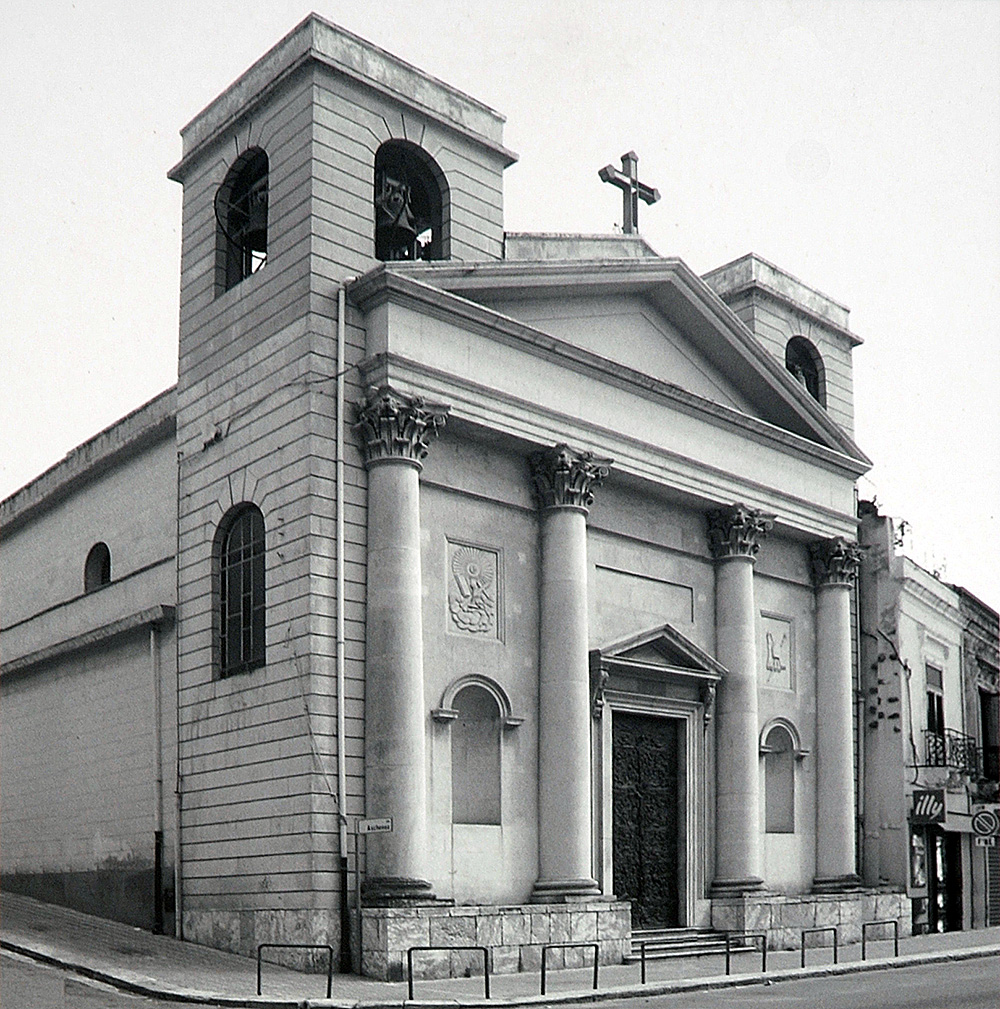
Cattolica dei Greci, 2007

Die Kirche Cattolica dei Greci (auch: Santa Maria della Cattolica dei Greci) ist das älteste erhaltene christliche Gebäude in Reggio Calabria. Sie steht zwischen den Straßen via Giudecca und via Aschenez.

## Geschichte
Während der byzantinischen Zeit war die Cattolica die Hauptkirche der Stadt. Mit der Ankunft der Normannen verlor die Kirche an Bedeutung, weil zu dieser Zeit der Lateinische Ritus eingeführt wurde. Die Kirche behielt jedoch ihren byzantinischen Ritus. Der protopapa blieb auch bis 1818 unabhängig vom Bischof.

### Die byzantinische Kathedrale

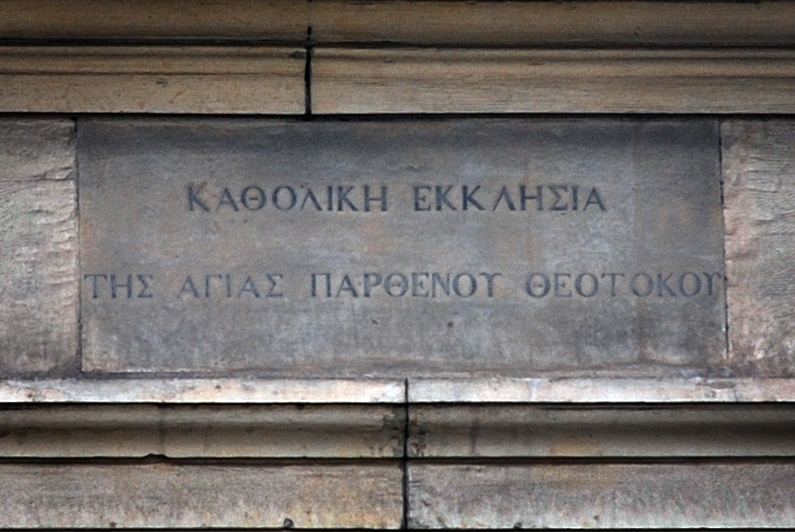
Griechische Inschrift an der Kirche

Die Ursprünge der Cattolica sind verbunden mit dem byzantinischen Ritus. Tatsächlich war sie zunächst die Kathedrale der Stadt und wurde erst später zur "concattedrale di rito greco". Das Gebäude wurde ursprünglich in der Nähe der heutigen Piazza Italia, zwischen dem Teatro Cilea und dem Palazzo Musitano errichtet. In Erinnerung daran trägt dieser Platz heute den Namen via Cattolica dei Greci. Im Lauf der Geschichte erlebte die Kirche verschiedene Katastrophen, zuletzt das Erdbeben von Kalabrien 1783, bei dem die Kirche zerstört wurde.

### Neoklassischer Wiederaufbau
Nach dem Erdbeben wurde die Cattolica 1876 an ihrer heutigen Stelle wieder errichtet. Die Stelle liegt etwas weiter östlich als das ursprüngliche Gebäude. Sie wurde im neoklassizistischen Stil durch den Architekten Antonino Pugliese errichtet.
Beim Erdbeben von Messina 1908 wurde sie erneut beschädigt und ab 1954 restauriert. Neueröffnet für Gottesdienste wurde sie am 25. März 1957.

## Architektonische Beschreibung

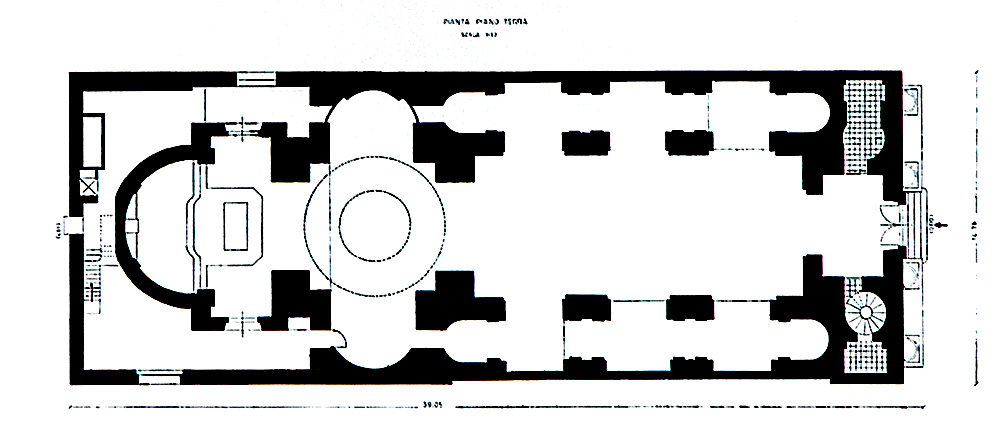
Grundriss der Kirche

Der Grundriss der Kirche ist angelehnt an das Lateinische Kreuz. Die dreischiffige Basilika wird im Osten abgeschlossen von halbkreisförmigen Absiden und über dem Querschiff befindet sich eine durchbrochene Kuppel, die reich mit Stuck verziert ist. In den ovalen Ecken sind Geschichten von Heiligen dargestellt. Im Inneren erkennt man die beiden Bauabschnitte der Kirche an den weniger reich geschmückten Teilen der Schiffe und der Hauptapsis im Gegensatz zu den reich verzierten Ecken, die an jeder Stelle überzuschäumen scheinen. Die Hauptansicht behält noch neoklassizistische Elemente wie zum Beispiel die Kolossalordnung, die durch vier Säulen mit zusammengesetzten Kapitellen getragen wird, auf der Basis eines durchgehenden Sockels und die von einem hohen Gebälk überspannt werden. Das Tympanon wird von einem schmiedeeisernen Kreuz bekrönt und der Bau wird ergänzt durch zwei Glockentürme.
An der Vorderseite der Kirche erinnert eine Inschrift an die griechische Tradition:
Katholikē ekklēsia / tēs hagias parthenou Theotokou

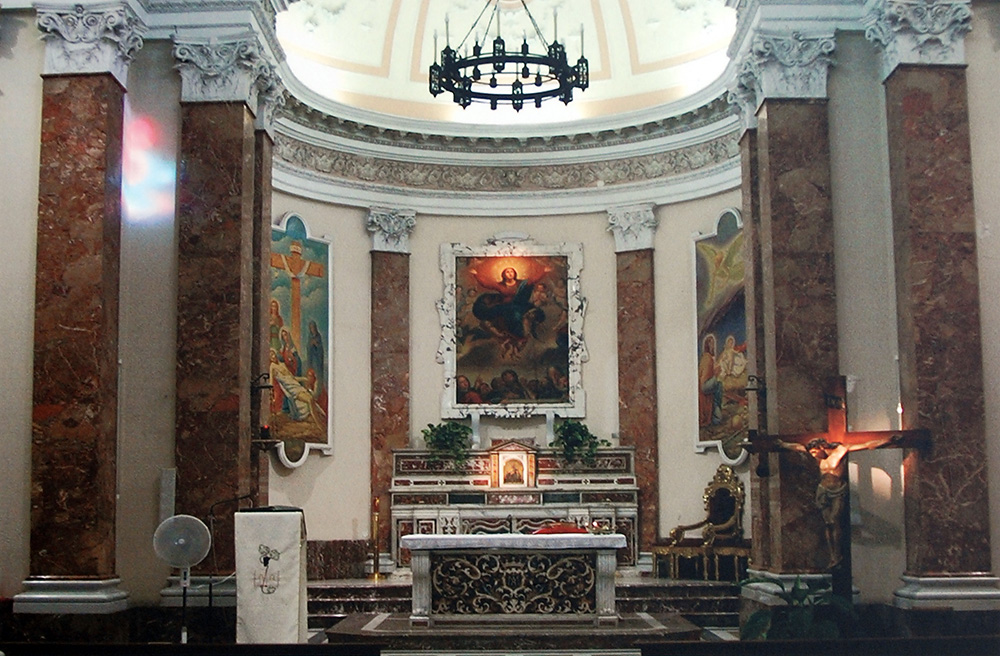
Innenraum der Kirche
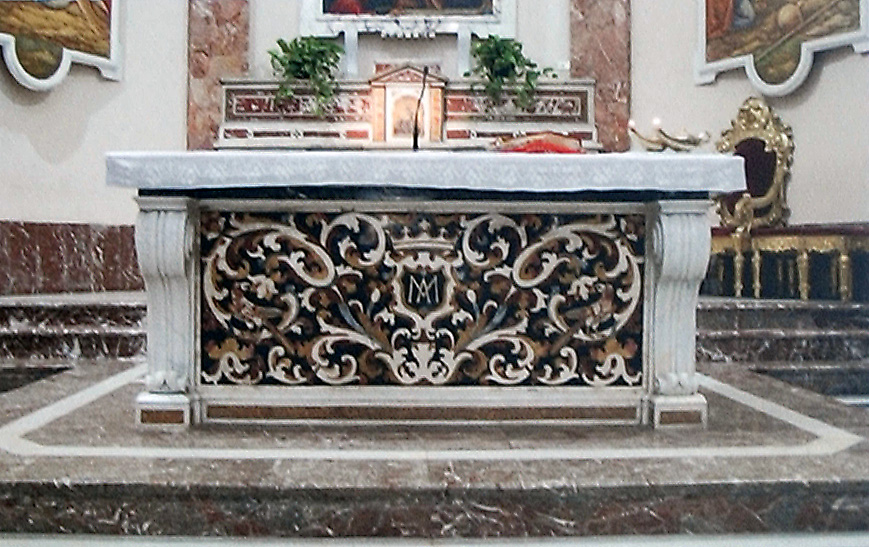
Altar
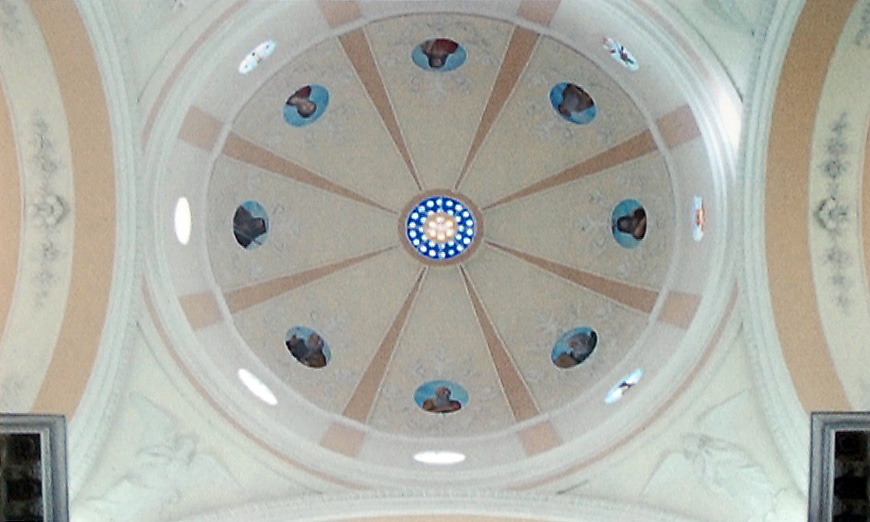
Das Innere der Kuppel

### Das Bronze-Portal
Bemerkenswert ist auch das goldbronzene Portale in bronzo dorato, ein Werk des Künstlers Giuseppe Niglia. Jeder der beiden Flügel ist 6 m hoch. Der Stil ist eklektizistisch, so wie er in vielen Kunstwerken der Stadt eine Mischung aus mediterranem und nord-europäischem Geschmack darstellt.
Die zwei Türflügel des Portals sind nicht geteilt, sondern bilden ein zusammenhängendes Szenario:
Eine helle Matrix aus dem Impressionismus die weitere Einflüsse der mediterranen Kultur aufnimmt [...] Die Figuren treffen mit Macht auf eine erneuerte Anheftung an die Symbole von Heil und Hoffnung. [...] Die Figuren der Heiligen und Propheten umrahmen die Szene in zeitloser Präsenz [...] Die Wiederaufnahme der mittelalterlichen Vorbilder atmet im Rhythmus des Volumens vor dem Hintergrund des mächtigen Baues, der das Kunstwerk beschattet. Im Zentrum des Kreuzes hebt sich das Siegel der Dornenkrone gegen ab im Zeichen des Anfangs eines Weges in den heiligen Raum der Kirche.
Auf dem Portal sind in Symbolischer Manier auf acht Tafeln die folgenden Szenen dargestellt:
1. Verkündigung des Herrn
2. Geburt Jesu Christi
3. Darstellung Jesu im Tempel
4. Flucht nach Ägypten
5. Jesus im Tempel
6. Hochzeit zu Kana
7. Kreuzigung
8. Mariä Himmelfahrt.

## Liste der Erzpriester
Außer dem halb-legendarischen Namen des ersten Erzpriesters der Kirche von Reggio, eines Petrus im 12. Jahrhundert, sind die Namen der Erzpriester ab dem 15. Jahrhundert bis 1818 bekannt:
- Giovanni Nicola Spanò (1494–1533), verheiratet.
- Alfonso Spanò (1533–1538), Sohn des vorherigen, verheiratet, drei Söhne. Der letzte Erzpriester in Reggio, der verheiratet war.
- Consalvo Gaetano (1539–1544), ernannt im Alter von sieben Jahren, sein Vater Diego führte für ihn die Geschäfte.
- Alfonso De Samano (1544–1555)
- Bernardino Suppa (1556–1590)
- Annibale Logoteta (1590–1629)
- Giovanni Battista Comacchio (1631–1635),  gewählt durch die Stadt und bestätigt durch den Papst, aber nicht durch den Vizekönig.
- Giuseppe Mari (1635–1648).
- Giuseppe Logoteta (1648–1674).
- Paolo Logoteta (1675–1709).
- Giuseppe Logoteta junior (1710–1743), während seiner Amtszeit gab es starke Differenzen mit dem lateinischen Erzbischof.
- Antonio Basile (1746–1756), gewählt in einer Zeit der Auseinandersetzungen und nicht bestätigt.
- Antonio Oliva (1756–1760)
- Rodolfo Morisani (1760–1769)
- Filippo Mantica (1769–1771)
- Vincenzo Dainotto (1771–1818)

In den letzten Jahrzehnten waren folgende Erzpriester an der Kirche:
- Mons. Antonio Musolino (bis 1998)
- Mons. Filippo Curatola (1998–2011)
- Sac. Prof. Valerio Chiovaro (seit 2011)[3]